# Guarda (Grisons)
Pour les articles homonymes, voir Guarda (homonymie).
Guarda est une localité et jusqu'en 2015, une ancienne commune du District d'Inn dans le canton des Grisons. Elle fait partie de la commune de Scuol. Elle se trouve en Basse-Engadine, dans la région d'Engiadina Bassa/Val Müstair.
Le 1er janvier 2015, les anciennes communes d'Ardez, Guarda, Tarasp, Ftan et Sent ont fusionné dans la commune de Scuol.
Guarda a reçu le prix Wakker pour la préservation de son patrimoine architectural en 1975.

## Histoire

Photo aérienne prise par Walter Mittelholzer (1925)

Le mur de pierre de Patnal date probablement de l'âge du fer.
Guarda est mentionnée pour la première fois en 1160 sous le nom de Warda dans un acte de donation des nobles de Tarasp à l'évêque de Coire. Le mot signifie garde, salle de contrôle ou endroit d'où surveiller. Au Haut Moyen Âge, c'est une colonie judiciaire sur l'ancienne route de l'Engadine qui reliait le lac de Côme à Innsbruck. L'église est séparée du village voisin d'Ardez en 1494, date à laquelle l'église gothique a probablement été construite. Le village est détruit en 1499 pendant la guerre de Souabe, seule l'église et quelques maisons ont survécu au pillage. L’Auasagna est mentionnée au XVIe siècle comme une source de guérison. Avec la ville voisine de Lavin, Guarda se convertit à la Réforme protestante en 1529, suite principalement au travail du réformateur Philipp Gallicius. En 1622, elle est détruite par les conquérants autrichiens autour du colonel Alois Baldiron, mais reconstruite ensuite ; et en 1652, elle est rachetée par les Habsbourg d'Autriche.
Jusqu'en 1851, Guarda, avec ses quatre factions Giarsun, Guarda Pitschen, Chaminadas et Auasagna, appartient à la communauté judiciaire d'Obtasna. La construction de la Talstrasse de 1862 à 1865 fait tarir les revenus des semences et le progrès économique contourne largement le village. En 1913, Guarda reçoit une gare sur les Chemins de fer rhétiques qui est située à côté du hameau de Giarsun. Le tourisme, comme on l'appelait à l'époque, augmente quelque peu en conséquence. Entre 1939 et 1945, une trentaine de vieilles maisons sont restaurées par le Bündner Heimatschutz. L'architecte local Iachen Ulrich Könz élabore le concept de rénovation de 1937 à 1938 ainsi que le bufget qui l'accompagne.
À partir du milieu du XXe siècle, Guarda abandonne l'agriculture et passe à l'élevage bovin avec production de lait et de viande. À cet effet, de nouvelles étables sont construites en bordure du village. Les herbes de montagne sont également cultivées depuis 1987. L'école primaire a fermé en 2005 à cause du trop petit nombre d'enfants. La poste et l'office de tourisme sont ouverts tous les jours, ainsi que la boutique VOLG du village,.

## Géographie
Le village se trouve sur la rive gauche de la vallée de l'Inn (rivière). Guarda se compose d'environ soixante-dix maisons et est située sur une terrasse rocheuse ensoleillée du côté nord de la vallée à une altitude de 1 650 m. Sa situation face au sud en fait un endroit très ensoleillé. L'ancienne municipalité est située dans le sous-district de Sur Tasna du district de l'Inn. Elle se compose du village-rue de Guarda au-dessus de la vallée et du village de Giarsun le long du fond de la vallée.
Elle est 36 km de Davos, 48 km de Saint-Moritz, 73 km de Landeck et 92 km de Coire. Le point culminant de la région est le sommet du Piz Buin (3 230 m), à la frontière avec Gaschurn.
En 2006, Guarda avait une superficie de 31,5 km2. 35,5 % de cette superficie était utilisé à des fins agricoles, tandis que 12,5 % était boisé, 0,7 % habité (bâtiments ou routes) et le reste (51,4 %) improductif (rivières, glaciers ou montagnes).
En raison de son emplacement et du paysage urbain intact, le village est un bon point de départ pour des randonnées dans la région et une destination populaire pour les touristes. La gare de Guarda se trouve 200 m plus bas à 1 431 m, juste à côté du hameau appartenant Giarsun.

## Démographie
Entre 1850 et 1860, 1888 et 1920 et 1930 à 1980, il y a eu trois vagues d'émigration vers la ville. Les gens ont migré vers les centres industriels et les sites touristiques à la recherche de travail et d'une vie meilleure. C'est pourquoi la population a diminué de plus de moitié au cours de ces 130 années (1850-1980 : -52 %), de 280 à 134 personnes (1900 : 245 personnes ; 1950 : 193 personnes). Depuis, la population a de nouveau augmenté (1980-2005 : +36 % ; 1990 : 165 personnes ; 2000 : 144 personnes), mais sont bien en deçà du niveau de 1850.
En 1930, Guarda comptait 38 fermes actives contre seulement 18 en 1984 et 20 en 2015. L'école primaire a dû fermer ses portes en 2005.
En 2014, Guarda avait une population de 155 habitants, 13,5 % de la population était composée de ressortissants étrangers.
L'évolution de la population est la suivante :
| année | population |
| ----- | ---------- |
| 1850  | 280        |
| 1900  | 245        |
| 1950  | 193        |
| 1980  | 134        |
| 1990  | 165        |
| 2000  | 144        |

## Langues

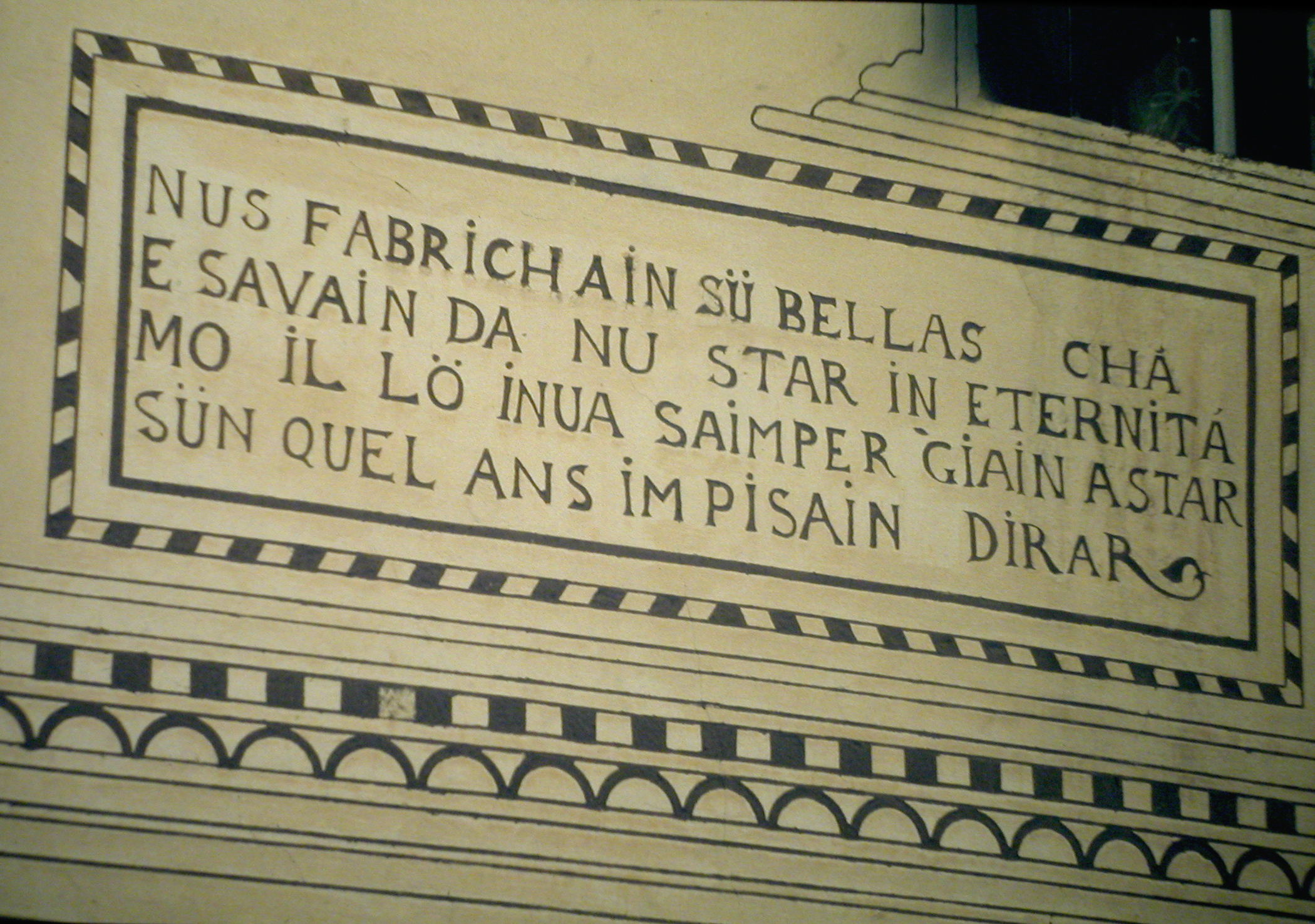
Sgraffite en romanche à Guarda.

L'idiome romanche Vallader est encore utilisé aujourd'hui par une majorité de la population comme langue de tous les jours. En 2000, la majorité de la population parle le rhéto-roman (62,5 %), l'allemand étant la deuxième langue la plus employée (30,6 %) et le français la troisième (2,8 %). Jusque dans les années 1980, le village était presque totalement romanche (1880 96 %, 1900 99 %, 1941 91 % et 1980 90 %).
En raison du changement de langue des habitants et des immigrés germanophones, le romanche a perdu du terrain par rapport à l'allemand, surtout au cours des vingt dernières années - malgré le soutien de la communauté et de l'école. En 1990  91 % et en 2000 79 % de la population a une connaissance du romanche.

## Religion
En 1529, les habitants du village, ainsi que le village voisin de Lavin, se sont convertis à la Réforme protestante sous l'influence du réformateur Philipp Gallicius, qui vivait alors à Lavin.

## Politique
Aux élections fédérales suisses de 2007, le parti le plus populaire était l'Union démocratique du centre (UDC) qui a obtenu 46,3 % des voix. Les trois autres partis les plus populaires étaient le Parti socialiste suisse (SPS) (35 %), le Parti démocrate-chrétien (Suisse) (CVP) (8,7 %) et le Parti radical-démocratique (FDP) (7,4 %).

## Éducation
À Guarda, environ 77,3 % de la population (entre 25 et 64 ans) ont terminé soit l'enseignement secondaire supérieur non obligatoire, soit l'enseignement supérieur complémentaire (soit une université, soit une Fachhochschule).

## Économie
Guarda vit principalement de l'agriculture de montagne, de l'artisanat et du tourisme. En 1930, il y avait encore 38 fermes à Guarda, 18 en 1984 et encore 10 en 2015. En plus du tourisme de jour, trois hôtels et une trentaine d'appartements de vacances soutiennent un tourisme durable. Diverses petites entreprises artisanales et de services revitalisent le village et contribuent à sa survie.
Guarda a un taux de chômage de 1,83 %. En 2005, 27 personnes étaient employées dans le secteur primaire et environ 12 entreprises impliquées dans ce secteur, 19 personnes étaient employées dans le secteur secondaire avec 8 entreprises dans ce secteur et 56 personnes étaient employées dans le secteur tertiaire, avec 14 entreprises dans ce secteur.

## Architecture

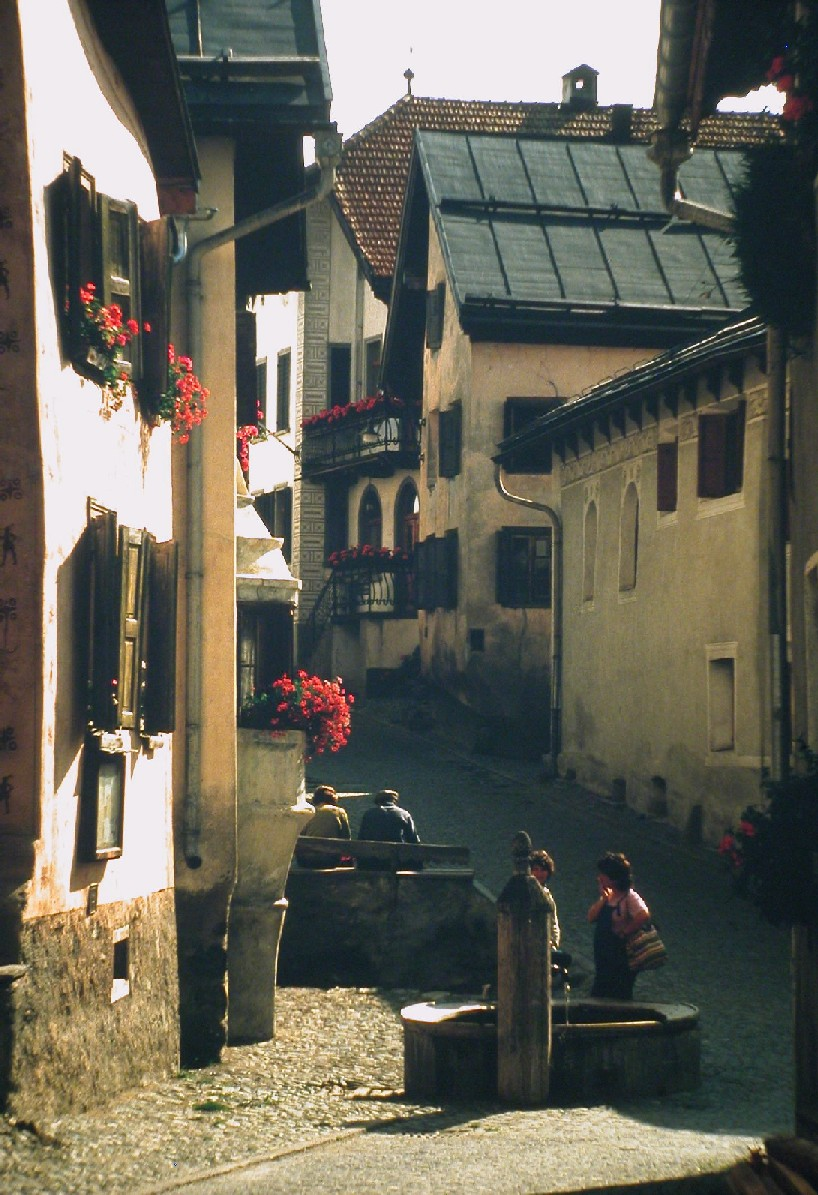
Fontaine dans le village de Guarda.

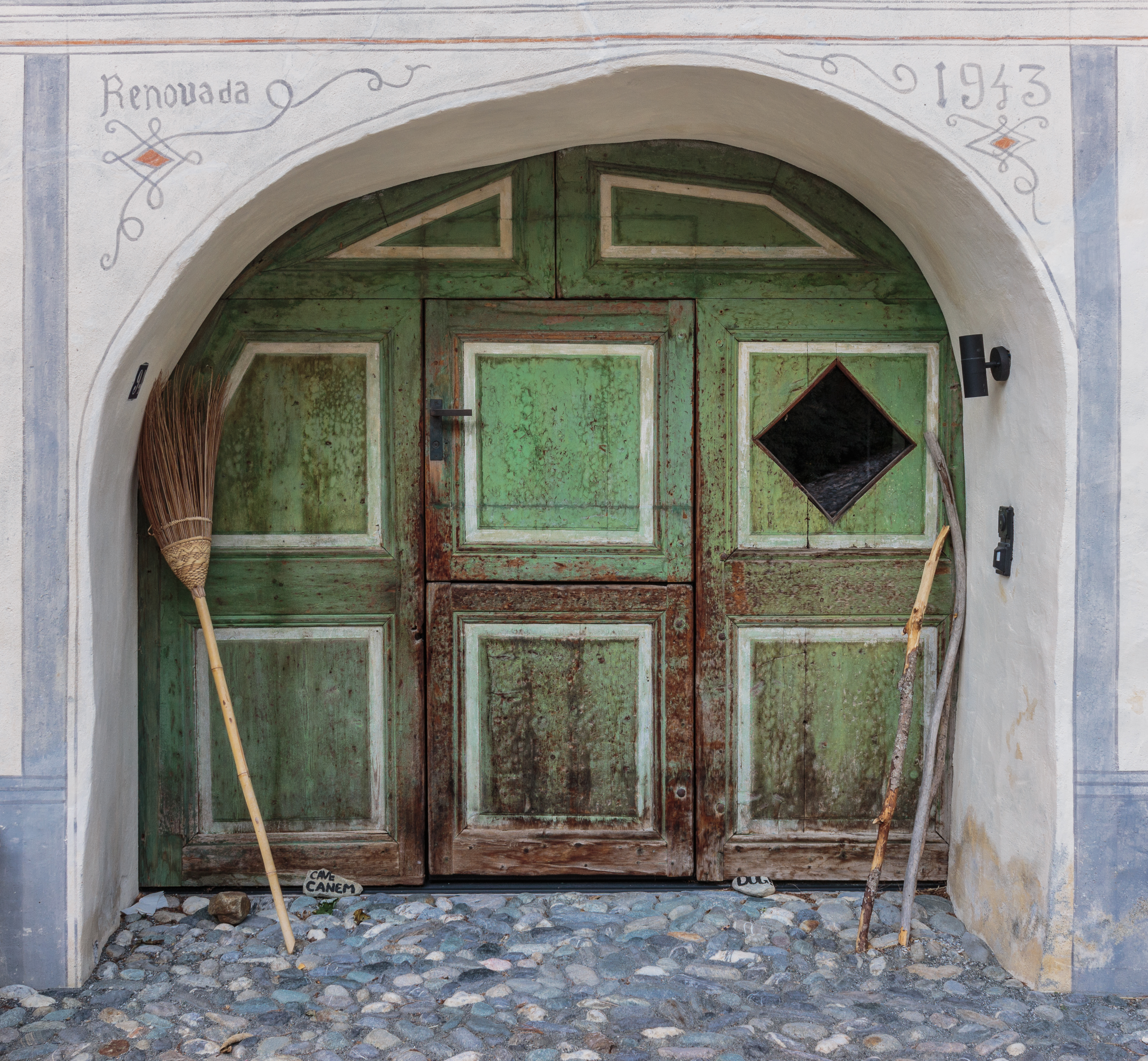
Une entrée à Guarda. Photo septembre 2019.

Guarda est un des villages typiques les mieux conservés d'Engadine. La plupart des maisons sont décorées par les sgraffites caractéristiques de la région, le centre du village figure à l'Inventaire suisse des biens culturels d'importance nationale et régionale.
En 1975, la Société du Patrimoine suisse a décerné à Guarda le prix Wakker pour la préservation de son patrimoine architectural. Le prix note qu'il s'agit de l'un des villages les mieux conservés et caractéristiques de la Basse-Engadine, que la commune a dû faire face à un paysage rude et aux exigences du tourisme ainsi qu'à la migration des jeunes du village vers les villes de Suisse,.
Le village se compose presque exclusivement de maisons typiques de l'Engadine : Maison Jecklin, Maison Könz, Maison Bart.

## Culture
Guarda est le lieu où se déroule l'intrigue du livre pour enfants et film Une cloche pour Ursli de Selina Chönz, illustré par Alois Carigiet. Le fils de Selina Chönz, le peintre Steivan Liun Könz, a vécu et travaillé à Guarda jusqu'à sa mort.
À Giarsun, il y a un étrange mur de pierre préhistorique.
Dans la tradition des surnoms des villages de l'Engadine, les habitants sont appelés ils spéculants (« les spéculateurs »).

## Transports
Guarda est desservie par la gare du même nom des Chemins de fer rhétiques sur la ligne Pontresina-Scuol. La gare n'est pas au centre du village, mais en contrebas sur la route principale 27 (Suisse), près de la fraction Giarsun. Guarda est reliée à la gare par une ligne de bus et un chemin piétonnier escarpé.

## Personnalités
- Iachen Ulrich Könz (1899-1980), architecte
- Selina Chönz (1910-2000), écrivain
- Steivan Liun Könz (1940-1998), dessinateur, illustrateur et sgraffiteur